# 救世醫院

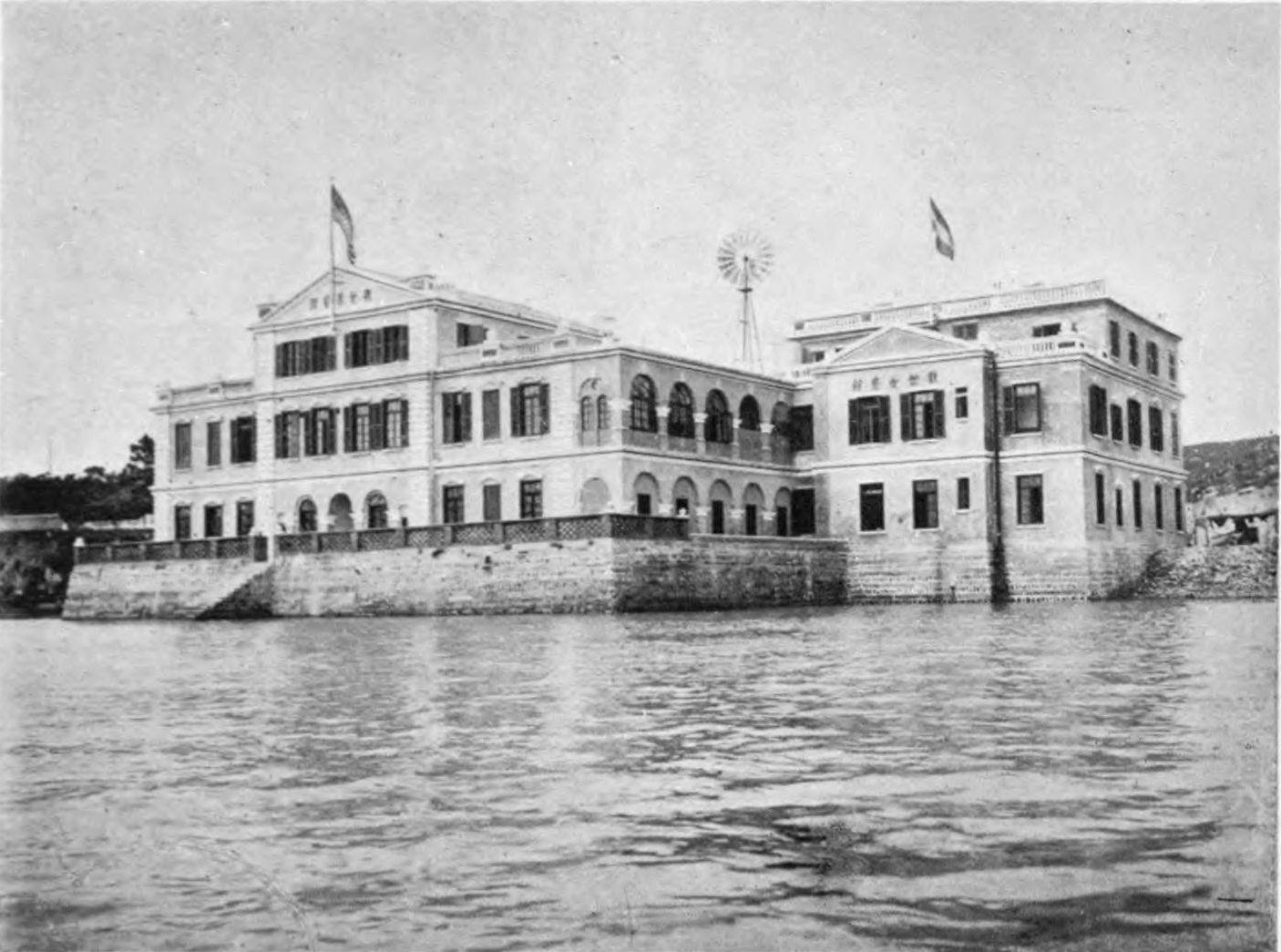
救世与威赫明娜医院（摄于1908年）

救世医院（英文：Hope Hospital）是厦门的第一所正规西医医院。1898年（一说1899年），本院由郁约翰 (John Abraham Otte) 建立于鼓浪屿，受美国归正教会赞助。其后增设女部，资金主要来自荷兰居民捐助，故女部以荷兰女王威廉明娜命名；此后救世医院亦以称救世与威赫明娜医院（英文：Hope and Wilhelmina Hospital）。
自医院创立后，郁约翰一直在其中行医，直至1910年感染鼠疫离世。其后，救世医院依旧长期无分贫富，服务市民。
1900年至1932年，本院附设医学专科学校，学制五年。1926年，医院开办了护士学校，兼办助产学校，共收生22届。
直至1941年末，鼓浪屿沦陷，救世医院停办。1951年，由政府收归为厦门市第二医院，其后厦门市第二医院迁出鼓浪屿，院区由厦门大学附属第一医院接手。现时救世医院旧址被用于故宫鼓浪屿外国文物馆。

## 拓展阅读
- Hope Hospital （页面存档备份，存于）
- Dr. John Otte’s Last 10 Days （页面存档备份，存于）
- 郁约翰[]
- 84th Annual Report of the Board of WorldMissions
- 郁约翰和他的救世医院，一段难以忘却的记忆 （页面存档备份，存于）